# Mano de hierro
Mano de hierro és una sèrie de televisió espanyola de thriller i drama criminal creada i dirigida per Lluís Quílez per a Netflix. Està produïda per The Mediapro Studio i protagonitzada per Eduard Fernández, Jaime Lorente, Chino Darín, Natalia de Molina, Sergi López i Enric Auquer. Es va estrenar a Netflix el 15 de març del 2024.

## Trama
Joaquín Manchado (Eduard Fernández) és propietari de la principal terminal del port marítim de Barcelona, el qual rep gairebé 6.000 contenidors al dia amb mercaderies procedents de tot el món que, en un sol any, poden ocultar més de 30.000 kg de cocaïna. Si algú vol fer servir la infraestructura per importar una càrrega il·legal ha de comptar amb la seva col·laboració i amb el suport de tota la xarxa criminal que s'ha conformat al seu voltant. Tot i això, un inesperat accident i la desaparició d'un important carregament de cocaïna desencadenarà una despietada guerra plena d'assassinats i venjances.

## Repartiment

### Repartiment principal
- Eduard Fernández com a Joaquín Manchado
- Jaime Lorente com a Néstor
- Chino Darín com a Víctor Julve
- Natàlia de Molina com a Rocio Manchado
- Sergi López com a Román Manchado
- Enric Auquer com a Ricardo Manchado

### Repartiment secundari
- Daniel Grao com a Borrás
- Daniel Holguin com a El flaco
- Raúl Briones com a Ariel Ramírez-Pereira
- Salva Reina com a Miki
- Gianni Fruttero com a Lucía Ramírez-Pereira
- Cosimo Fusco com a El francés
- Ana Torrent com a Jueza Herrero
- Melina Matthews[2] com a Nuria
- Roberto Mateos[2] com a Rafael Ramírez-Pereira
- Óscar Foronda[2]

## Producció
El 24 de novembre de 2022, Netflix va anunciar que havien començat el rodatge d'una nova sèrie, Mano de hierro, en diverses localitzacions de Barcelona, Lleida i Girona. Chino Darín, Jaime Lorente, Natàlia de Molina, Sergi López, Enric Auquer, Eduard Fernández, Melina Matthews, Roberto Mateos i Óscar Foronda van ser confirmats com els actors principals.

## Llançament i màrqueting
El 15 de febrer de 2024, Netflix va revelar les primeres imatges de la sèrie i va programar la seva estrena per al 15 de març de 2024.